# Comuna Păltiniș, Caraș-Severin
Păltiniș (română 1924:Valea Boului) este o comună în județul Caraș-Severin, Banat, România, formată din satele Cornuțel, Delinești, Ohăbița, Păltiniș (reședința) și Rugi.

## Demografie
Componența etnică a comunei Păltiniș
     Români (70,72%)
     Ucraineni (22,38%)
     Alte etnii (6,9%)
Componența confesională a comunei Păltiniș
     Ortodocși (83,59%)
     Baptiști (4,24%)
     Penticostali (3,96%)
     Alte religii (1,49%)
     Necunoscută (6,71%)
Conform recensământului efectuat în 2021, populația comunei Păltiniș se ridică la 2.145 de locuitori, în scădere față de recensământul anterior din 2011, când fuseseră înregistrați 2.408 locuitori. Majoritatea locuitorilor sunt români (70,72%), cu o minoritate de ucraineni (22,38%). Din punct de vedere confesional, majoritatea locuitorilor sunt ortodocși (83,59%), cu minorități de baptiști (4,24%) și penticostali (3,96%), iar pentru 6,71% nu se cunoaște apartenența confesională.

## Politică și administrație
Comuna Păltiniș este administrată de un primar și un consiliu local compus din 11 consilieri. Primarul, Ioan Popovici[*], de la Partidul Social Democrat, este în funcție din 2012. Începând cu alegerile locale din 2024, consiliul local are următoarea componență pe partide politice:
|  | Partid                           | Consilieri | Componența Consiliului | Componența Consiliului | Componența Consiliului | Componența Consiliului | Componența Consiliului | Componența Consiliului |
|  | -------------------------------- | ---------- | ---------------------- | ---------------------- | ---------------------- | ---------------------- | ---------------------- | ---------------------- |
|  | Partidul Social Democrat         | 6          |                        |                        |                        |                        |                        |                        |
|  | Partidul Național Liberal        | 4          |                        |                        |                        |                        |                        |                        |
|  | Uniunea Ucrainenilor din România | 1          |                        |                        |                        |                        |                        |                        |

## Atracții turistice
- Rezervația naturală „Locul fosilifer de la Delinești” (4 ha)
- Ansamblul de case țărănești din satul Păltiniș, monument istoric
- Ansamblul de mori de apă de pe valea râului Pogăniș:

- Moara lui Gheorghe Petru
- Moara lui Ilie
- Moara lui Mihai
- Moara lui Ion Almăjan; mori de apă construite la începutul secolului al XX-lea și declarate monumente istorice
- Castrul roman de la Delinești
- Castrul roman de la Cornuțel

## Legături externe

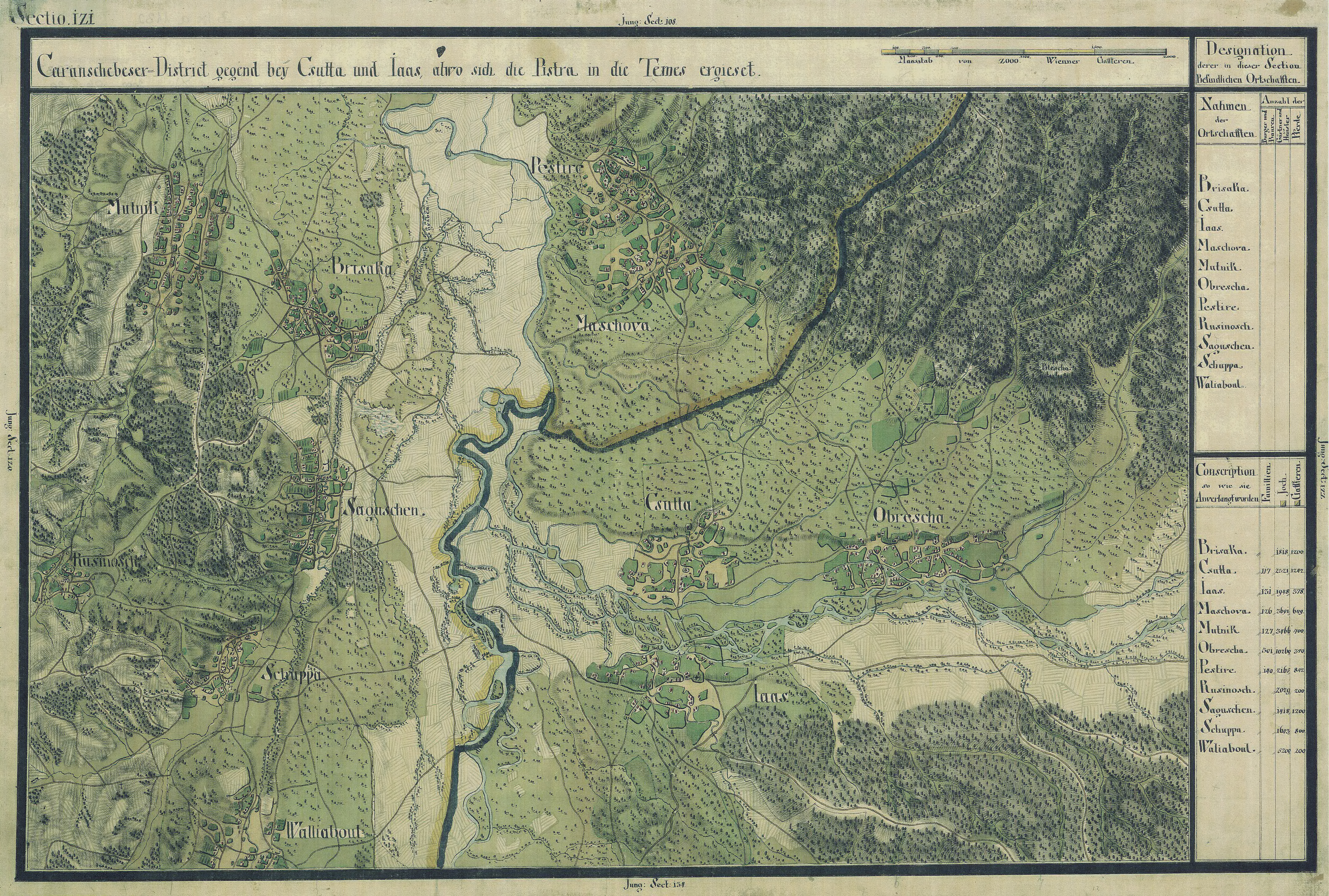
Păltiniş în Harta Iosefină a Banatului, 1769-72